# Liste der Kreisstraßen im Unstrut-Hainich-Kreis

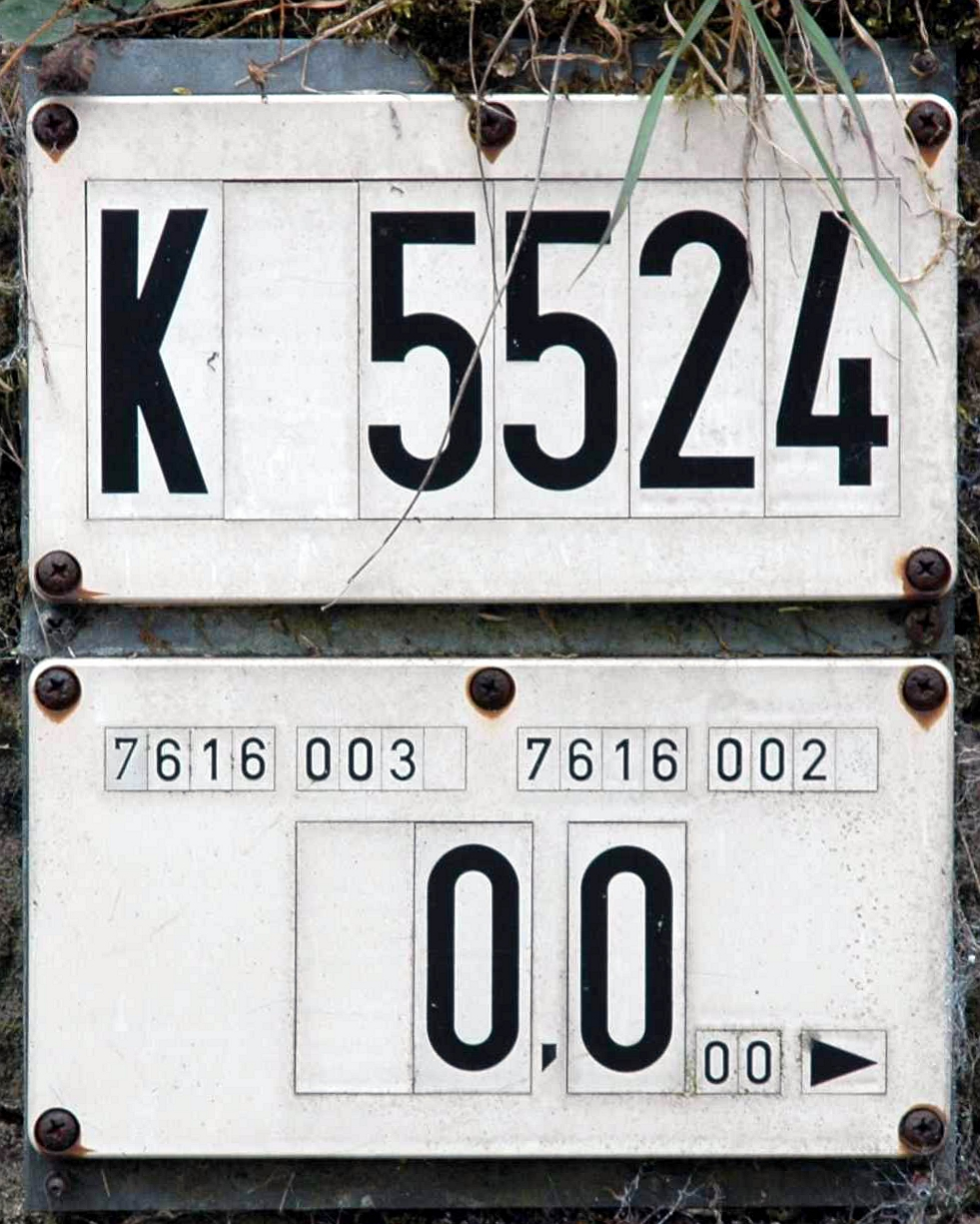
Stationszeichen

Die Liste der Kreisstraßen im Unstrut-Hainich-Kreis ist eine Liste der Kreisstraßen im thüringischen Unstrut-Hainich-Kreis.

## Abkürzungen
- K: Kreisstraße
- L: Landesstraße

## Liste
Straßen und Straßenabschnitte, die unabhängig vom Grund (Herabstufung zu einer Gemeindestraße oder Höherstufung) keine Kreisstraßen mehr sind, werden kursiv dargestellt. Der Straßenverlauf wird in der Regel von Nord nach Süd und von West nach Ost angegeben.
| Nr.   | Verlauf                                                     |
| ----- | ----------------------------------------------------------- |
| K 102 | L 2125 in Aschara – Kreisgrenze – (K 20 im Landkreis Gotha) |
| K 103 | Grumbach – L 2125 in Henningsleben                          |
| K 104 | Waldstedt – L 1042                                          |

| Nr.   | Verlauf                                       |
| ----- | --------------------------------------------- |
| K 201 | in Lengefelder Warte – L 2035 in Bickenriede  |
| K 203 | Mehrstedt – L 2096 in Schlotheim              |
| K 204 | L 1016 in Langula – Kammerforst               |
| K 206 | in Mühlhausen/Thüringen – Weidensee – L 2104  |
| K 208 | L 2096 in Menteroda – Schacht Pöthen – L 2096 |
| K 211 | Annaberg – L 1008 in Struth                   |

| Nr.   | Verlauf |
| ----- | --- |
| K 501 | L 1003 in Lengenfeld unterm Stein – Faulungen – in Katharinenberg                                                               |
| K 502 | L 1003 in Lengenfeld unterm Stein – Hildebrandshausen                                                                           |
| K 503 | (K 225 im Landkreis Eichsfeld) – Kreisgrenze – L 1008 in Struth                                                                 |
| K 504 | (K 236 im Landkreis Eichsfeld) – Kreisgrenze – Zella – Horsmar – L 2038 – L 2041 – Beyrode – Dachrieden – L 1015 – Kaisershagen |
| K 505 | Reiser – in Ammern |
| K 506 | L 1016 in Windeberg – Saalfeld                                                                                                  |
| K 507 | L 2096 in Menteroda – Urbach |
| K 508 | L 2098 in Volkenroda – in Körner                                                                                                |
| K 510 | K 511 in Kirchheilingen – Sundhausen – L 3176 – Nägelstedt –                                                                    |
| K 511 | L 1031/L 2096 in Issersheilingen – Neunheilingen – L 2100 – Kirchheilingen – – K 510 – Tottleben                                |
| K 512 | Kleinurleben – L 3176 |
| K 514 | L 1027 in Bad Tennstedt (– Abzweig nach Kutzleben) – Lützensömmern – Kreisgrenze – (K 514 im Landkreis Sömmerda)                |
| K 515 | (K 515 im Wartburgkreis) – Kreisgrenze – Thiemsburg – L 1042                                                                    |
| K 516 | (K 19 im Landkreis Gotha) – Kreisgrenze – L 2128 in Großvargula                                                                 |
| K 517 | in Höngeda – Seebach – Heroldishausen – L 2100                                                                                  |
| K 518 | L 1019 in Wendehausen – Schierschwende                                                                                          |
| K 519 | Altengottern – L 2100 in Großengottern                                                                                          |